# Schönkirch
Das Kirchdorf Schönkirch in der nördlichen Oberpfalz ist ein Gemeindeteil des Marktes Plößberg im Landkreis Tirschenreuth.

## Geschichte
Schönkirch war zusammen mit Plößberg und Wildenau eines der böhmischen Lehensgüter im Bayerischen Nordgau. Die genannten Hofmarken waren in der bayerischen bzw. pfalz-neuburgischen Landtafel immatrikuliert, die grundherrliche Gerechtsame erhielten sie aber von der Krone Böhmens. Erst durch den Preßburger Friedensschluss von 1805 wurde dieser Zustand beendet.
Schönkirch war mindestens seit dem 12. Jahrhundert, dem Zeitraum des ersten Kirchenbaus, in nennenswertem Umfang besiedelt, trat jedoch als Edelsitz erst ab dem Jahr 1343 dokumentarisch in Erscheinung anlässlich der urkundlichen Nennung eines Landsassen namens „Gottfried der Gleißenthaler zu Schönkirch“. In den folgenden Jahrhunderten wurde der Sitz immer wieder verpfändet oder verkauft. So waren im Jahr 1397 die Kagrer Besitzer, ihnen folgten im 15. Jahrhundert die Redwitzer, Parsberger und Wildenfelser, im 16. Jahrhundert die Sparnecker (1546), die Petzensteiner (1577) und im 17. Jahrhundert die Reitzensteiner (1607). Vermutlich waren die Gebäude des ersten Herrensitzes zu dieser Zeit schon lange abgetragen, denn die älteste Abbildung von Schönkirch aus dem Jahr 1600 zeigt nichts davon.
Schönkirch war seit 1615 ein Lehen der Freiherrn von Reitzenstein und blieb als ritterliches Mannlehengut weiterhin bei dieser Familie, die 1803 erneut von der Krone Böhmens damit belehnt wurde. Im 18. Jahrhundert entstand unter den Reitzensteinern in einiger Distanz zur alten Kirche ein einfacher barocker Schlossbau mit zwei Geschossen, im 19. Jahrhundert ging dieser wie das Schloss Reuth bei Erbendorf durch Einheirat auf die Familie von Podewils über, verfiel jedoch langsam und wurde im 20. Jahrhundert nach zwischenzeitlicher Nutzung als Knopffabrik in eine Pfarrkirche umgewandelt.

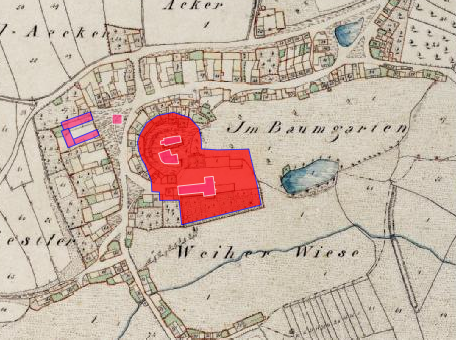
Lageplan von Burg Schönkirch auf dem Urkataster von Bayern

Die ehemalige Burg Schönkirch wird als Bodendenkmal unter der Aktennummer D-3-6239-0054 im Bayernatlas als „mittelalterlicher Burgstall mit der Evang.-Luth. Kirche von Schönkirch, ehemals Schloss- bzw. Burgkapelle St. Michael, archäologische Befunde und Funde im Bereich des ehem. Schlosses, jetzt Kath. Kirche St. Michael“ geführt.
Am 1. Januar 1972 wurde die bis dahin selbständige Gemeinde Schönkirch in den Markt Plößberg eingegliedert.

## Kirchen in Schönkirch

### Evangelische Kirche St. Michael

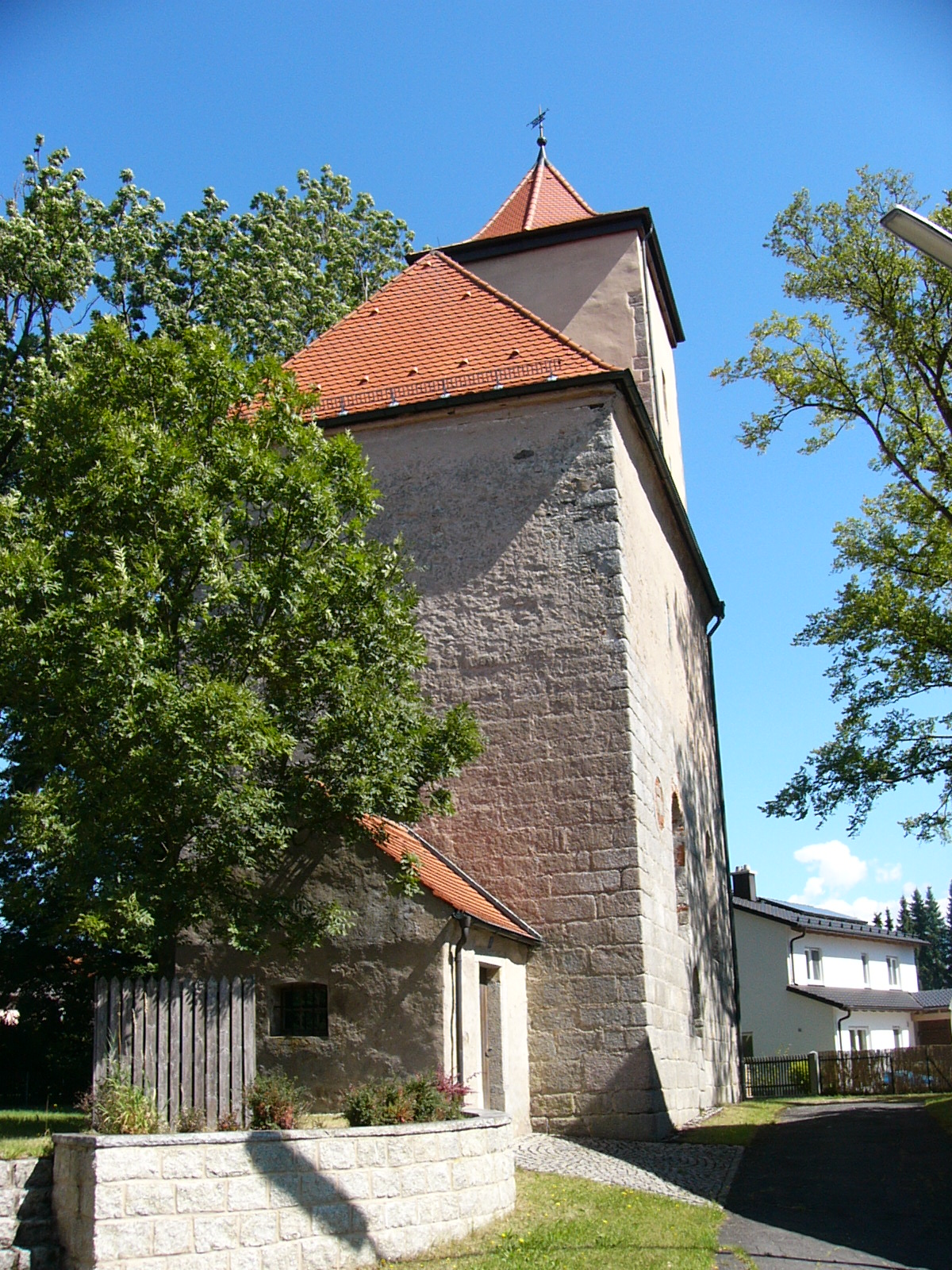
Evangelische Kirche St. Michael

#### Bausubstanz
Die ehemalige Simultankirche St. Michael, früher St. Jakobus, ist eine romanische Chorturmkirche. Ihr in Quaderwerk errichteter Unterbau stammt aus der zweiten Hälfte des 12. Jahrhunderts. Die Kirche ist innen und außen verputzt. Unter dem Putz des Untergeschosses von Langhaus und Turm sind glatt behauene Granitquader auf einer Höhe von ca. 30–35 cm sichtbar. Der hohe und schlanke Kirchturm ist der ehemalige Bergfried, an dem sich das kleine Kirchenschiff, möglicherweise der ehemalige Palas, anschließt.
Ein leicht eingezogener quadratischer Chor mit einem verschliffenen Kreuzgratgewölbe ist durch einen Gurtbogen auf Wandpfeilern mit Kämpfern aus Platte und Kehle zwischen Wulsten, vom doppelt kreuzgratgewölbten Langhaus mit Mittelgurtbogen getrennt. Zum Chor hin ist ein runder, tief gestufter Triumphbogen mit Kämpfern aus Platte und Wulst als gekröpftes Gesims zu den Längswänden weitergeführt.
Das ursprüngliche Rundportal im Süden ist vermauert. Lediglich an der Ostwand ist ein kleines romanisches Rundbogenfenster erhalten geblieben, alle anderen Fenster wurden im Barock vergrößert. Der Westeingang mit Vorbau stammt aus dem 18. Jahrhundert.

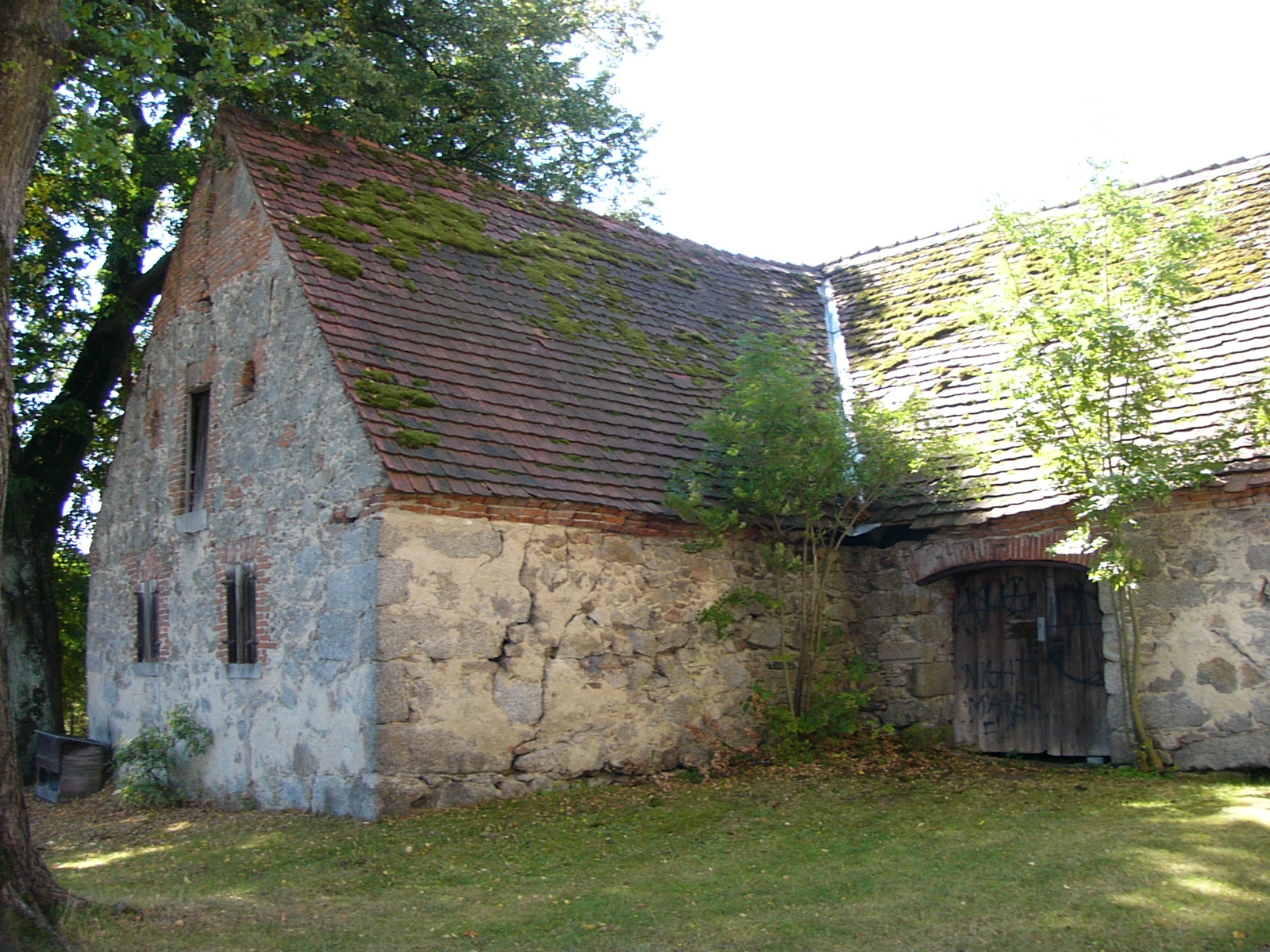
Steinstadel in Schönkirch

Die hölzerne Empore wurde einst von einem heute vermauerten Außenzugang auf der Westseite erreicht, von innen wohl nur durch eine Holzstiege oder gar nicht. Eine Leiter führte von dort hinauf zu einem Obergeschoss mit schmalen Nischen, Fensterchen und einer Rundbogentür zum Turm.
Dieses profane Obergeschoss wurde wohl in einer zweiten Bauphase aus Bruchsteinen errichtet und verputzt, seine eigentliche Funktion ist unklar. Von ihm führen zwei rundbogig gefasste Eingänge in den oberen Turmteil mit zusätzlicher Eckquaderung, alles ist wohl erst in der Spätgotik entstanden. Nach Grundrissplänen sollen sogar ein zweites, bewohnbares Obergeschoss und ein wesentlich höherer Turm existiert haben, die wegen Baufälligkeit in der ersten Hälfte des 18. Jahrhunderts wieder abgetragen wurden.
Der Turm besitzt ein etwas gewölbtes Pyramidendach, das um 1600 noch mit einem Satteldach und Treppengiebeln abschloss. Auf dem Langhaus befindet sich ein zur Westseite abgewalmtes Satteldach.
Die Kirche ist umgeben von Scheunen, die noch deutliche Spuren der Burg aufweisen.

#### Ausstattung
Den Hauptaltar ziert eine geschnitzte Kreuzigungsgruppe aus der Zeit um 1720 mit einem üppigen Arkanthusrahmen, am Scheitel mit einer Figur des heiligen Michael, über den seitlichen Durchgängen mit Figuren der Apostel Petrus und Paulus. Die Stuhlwangen mit Rahmen und Beschlagwerk stammen vom Ende des 17. Jahrhunderts und ähneln denen der Peterskirche in Tirschenreuth. In der Kirche befindet sich auch ein altes Ziegelpflaster im Fischgrätverband.

#### Funktion
Er wird angenommen, dass sich einst unmittelbar neben der Kirche ein gemauerter Herrensitz befand, dessen Hauptgebäude über eine Holzbrückenkonstruktion mit dem Obereingang der Empore und dem profanen Obergeschoss verbunden war. Ähnliche Konstellationen gibt es auch bei einigen anderen romanischen Landkirchen mit profanem Obergeschoss in der Oberpfalz und in Niederbayern. Die Zweckbestimmung der profanen Oberräume ist nicht abschließend geklärt, möglicherweise handelte es sich um Asyl- oder Zufluchtsstätten, entstanden in der Zeit der Kreuzzüge.

#### Lage & Quellen
- Lage:49° 47′ 35,5″ N, 12° 17′ 26,5″ O
- Kirchengeschichte St. Michael

### Katholische Filialkirche St. Michael

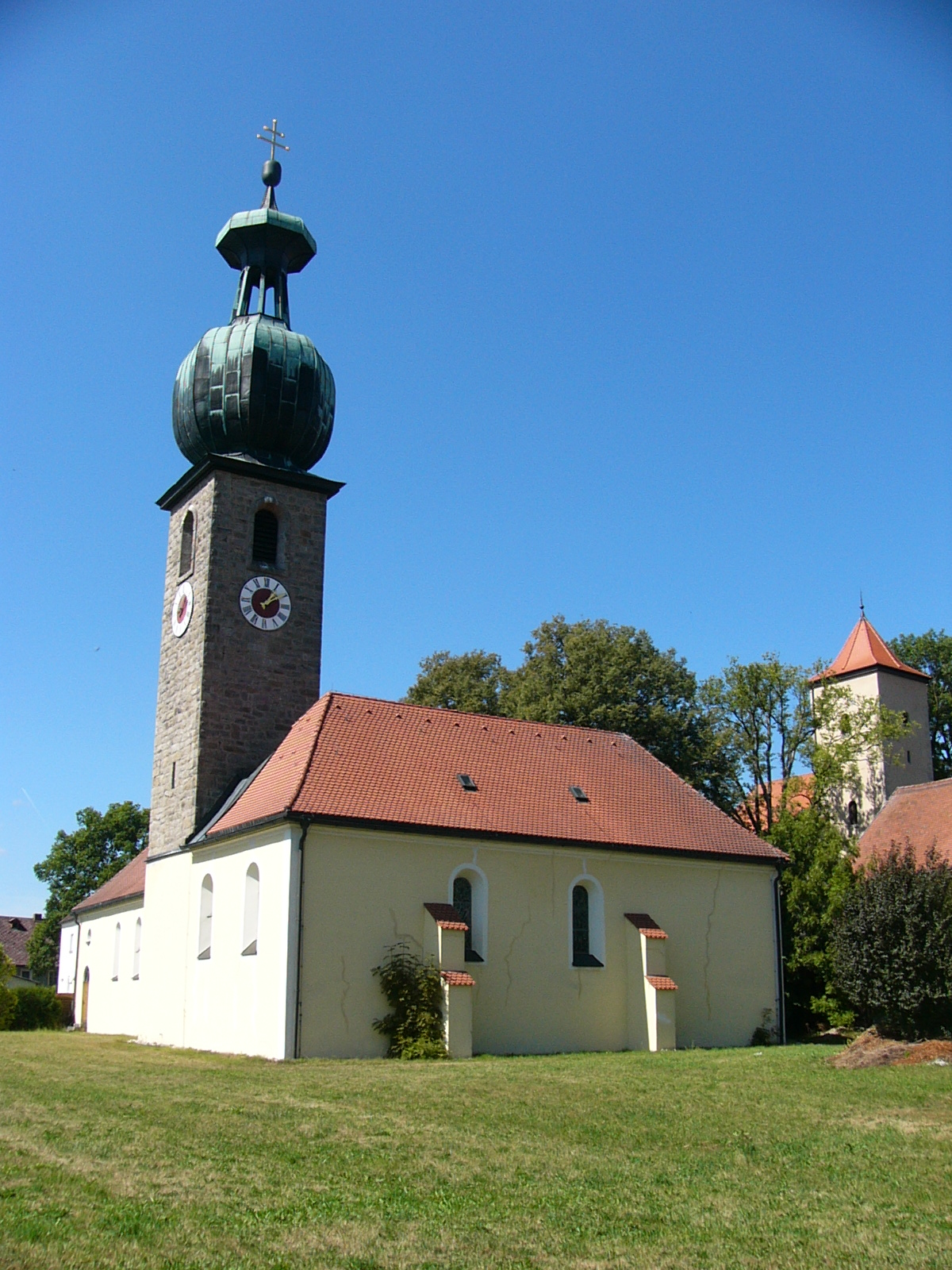
Katholische Filialkirche St. Michael

Die neuzeitliche Kirche ist kunstgeschichtlich von geringerer Bedeutung, sie wurde erst zwischen 1929 und 1933 unter Einbeziehung des Schlossbaus aus dem 18. Jahrhundert errichtet. Ungewöhnlich ist, dass der Altarraum als Querbau zum Längsschiff gestaltet ist. Der Südturm besitzt ein aus groben Quaderblöcken errichtetes Obergeschoss und einen überdimensionierten Schweifhelm. In der Kirche befinden sich Glasfenster mit dem Heiligen Michael und Johannes Baptista von 1932.

#### Lage
- Lage:49° 47′ 34″ N, 12° 17′ 27,7″ O

## Persönlichkeiten
- Friedrich von Podewils (1804–1863), Regierungspräsident von Oberfranken, ist im Ort geboren.